# Chromomastax guttatifrons
Chromomastax guttatifrons är en insektsart som först beskrevs av Burr 1899.  Chromomastax guttatifrons ingår i släktet Chromomastax och familjen Euschmidtiidae. Inga underarter finns listade i Catalogue of Life.